# Kompsornis
Kompsornis is een geslacht van uitgestorven vogels uit het Vroeg-Krijt van het huidige China. De enige benoemde soort is Kompsornis longicaudus.

## Vondst en naamgeving
Het Anhui Geological Museum verwierf het fossiel van een vogel dat gevonden was bij Lingyuan in het westen van Liaoning.
In 2020 werd de typesoort Kompsornis longicaudus benoemd en beschreven door Wang Xuri, Huang Jiandong, Martin Kundrát, Andrea Cau, Liu Xiaoyu, Wang Yang en Ju Shubin. De geslachtsnaam is een combinatie van het Oudgrieks kompsos, 'bevallig', en ornis, 'vogel'. De soortaanduiding is een combinatie van het Latijn longus, 'lang', en cauda, 'staart'. De bedoelde betekenis is die van longicaudatus: 'met een lange staart'.
Het holotype AGB-6997 is gevonden in een laag van de Jiufotangformatie die dateert uit het Aptien, ongeveer 120 miljoen jaar oud. Het bestaat uit een vrijwel volledig skelet, platgedrukt op een enkele plaat. Het skelet ligt in anatomisch verband. Het bewaart resten van het verenkleed. Het betreft een volwassen individu. Histologisch onderzoek naar groeiringen in een rib wees op een leeftijd van vijf jaar.

## Beschrijving

### Grootte en onderscheidende kenmerken
Kompsornis was een vrij grote vogel. Inclusief de lange slagpennen zal de vleugelspanwijdte een meter hebben bedragen. De lichaamslengte is een kleine meter, waarvan de staart ruim de helft uitmaakt. De algemene proporties zijn die van een basale theropode maar het dier is lichtgebouwd.
De beschrijvers hebben een aantal onderscheidende kenmerken vastgesteld. Sommige daarvan zijn autapomorfieën, unieke afgeleide eigenschappen. Het borstbeen is volledig versmolten en bezit opvallend scherpe buitenste voorhoeken en robuuste buitenste achterste uitsteeksels. Het ravenbeksbeen wordt laag doorboord door een groot venster geplaatst tussen de processus procoracoideus en de processus acrocoracoideus. De bekkengordel is volledig versmolten. De schacht van het schaambeen helt meer naar achter dan bij Jeholornis.
Daarnaast is er een unieke combinatie van op zich niet unieke kenmerken. De arm is extreem langwerpig, 45 procent langer dan de achterpoot. De staart is extreem langwerpig, 53 procent langer dan de voorpoot en 122 procent langer dan de achterpoot. De middelste staartwervels zijn extreem langwerpig, zesmaal langer dan hoog. Het scheenbeen is ongeveer even lang als het dijbeen, slechts 3 procent langer. Het vijfde middenvoetsbeen is geheel gereduceerd. De tweede voetklauw is de grootste en aan de basis veel meer verbreed dan de andere voetklauwen.

### Skelet

#### Schedel
De schedel is met acht centimeter lengte relatief groot en heeft de basale theropode vorm: langwerpig maar achteraan hoog en met een bol bovenprofiel. Tanden ontbreken echter volledig. De praemaxilla is overeenkomstig kort en hoog, met een rechte onderrand. De snuitpunt loopt taps toe. De achterste tak richting bovenkaaksbeen is zeer kort. De maxilla heeft een korte opgaande tak. Het neusbeen is lang en robuust. De tak richting praemaxilla is korter dan die richting bovenkaaksbeen; beide zijn gescheiden door een diepe inkeping. De achterste tak loopt taps toe. Het traanbeen is T-vormig. Het wordt niet doorboord door grote pneumatische openingen.
De gepaarde onderkaken zijn vooraan niet met elkaar vergroeid. Ook zij zijn tandeloos. De onderrand van het dentarium van de onderkaak is vooraan iets bol maar over de rest van de lengte hol gekromd. Dit veroorzaakt vooraan een forse schepvormige structuur. Een uitsteeksel van het dentarium steekt onder het surangulare. Surangulare en angulare zijn vooraan bandvormig. Het fossiel bewaart een stuk tongbeen.

#### Postcrania
De halswervels, waarvan het aantal niet goed vaststelbaar is, zijn langwerpig. Hun voorste gewrichtsuitsteeksels zijn iets naar binnen gericht. Nekribben lijken te ontbreken. Er zijn dertien ruggenwervels. De voorste vier hebben hoge wervelbogen. De naar schatting zeven sacrale wervels zijn volledig versmolten tot een synsacrum, een zeer afgeleid kenmerk. Er zijn minstens zevenentwintig staartwervels. De minstens zes voorste wervels zijn kort en vormen een beweeglijke staartbasis. De eenentwintig verdere wervels zijn verstijfd door voorste gewrichtsuitsteeksels en chevrons. Bij het fossiel steken ze kaarsrecht achteruit, eindigend in een korte smalle staartwaaier. De middelste staartwervels zijn extreem verlengd, vijfmaal tot zesmaal langer dan hoog; bij verwanten ligt de verhouding tussen de drie en vier. De chevrons lopen taps toe en zijn niet gevorkt om in elkaar te vatten zoals bij Jeholornis wel het geval is. Het fossiel bewaart geen processus uncinati of buikribben.
Bij borstbeen wordt het zijuitsteeksel niet doorboord. De voorrand vormt een relatief stompe wig van 130 graden. De voorhoek is scherp in plaats van stomp als bij Jeholornis prima. De gepaarde processus zyphoidei steken zijwaarts uit; de rand richting voorhoek is hol gekromd. De zijuitsteeksels zijn volledig vergroeid met het hoofdlichaam. Het zwaardvormig uitsteeksel van de achterrand is robuust. Eigenaardig is dat tussen dit uitsteeksel en de zijuitsteeksels gepaarde losliggende parallellogrammen zichtbaar zijn. Deze zijn niet van andere taxa bekend.
Bij het schouderblad is het schoudergewricht schuin naar boven en buiten gericht. Er loopt een opvallende groeve aan de buitenzijde tussen de processus acromialis en het schoudergewricht. Het ravenbeksbeen is niet met het schouderblad vergroeid. Het is robuust en balkvormig. De onderrand ervan is recht in plaats van bol. De binnenrand is opvallend hol in plaats van bol en het zijuitsteeksel is zwak ontwikkeld. De processus procoracoideus en de processus acrocoracoideus zijn beide goed ontwikkeld; de laatste steekt schuin omhoog langs de lengteas. Tussen beide uitsteeksels bevindt zich een groot ovaal foramen supracoracoideum. Het vorkbeen is U-vormig zonder hypocleidium. Dat wijkt af van de boomrangvorm bij verwanten. De takken ervan zijn erg lang en robuust. Ze maken een hoek met elkaar van 110 graden.
De arm is opvallend lang. Het robuuste opperarmbeen heeft een lengte van 119 millimeter, 151 procent van de lengte van het dijbeen. Het is S-vormig doordat het deel richting schoudergewricht naar boven buigt en het deel richting onderarm naar beneden; verwanten hebben een veel rechtere humerus. De krachtige deltopectorale kam beslaat 38 procent van de lengte van de schacht. De kop is rond maar niet extreem verbreed. De ellepijp heeft 97 procent van de lengte van het opperarmbeen. De schacht is recht maar richting pols iets naar beneden gekromd. Het vlak richting opperarm toont een kort en plat tuberculum bicipitale. Het spaakbeen is iets korter dan de ellepijp. Het is robuust en heeft ruim de helft van de breedte van de ulna. De drie carpalia in de pols zijn niet vergroeid in een carpometacarpus. Het halvemaanvormig polsbeentje is het grootst. Het ulnare is ovaal en het radiale een tere rechthoek.
De hand is 11 procent langer dan het opperarmbeen. Het eerste middenhandsbeen is zeer korte rechthoek, met dertien millimeter niet langer dan 21 procent van het tweede middenhandsbeen. Het tweede middenhandsbeen is recht en breder dan het met zesenvijftig millimeter kortere derde middenhandsbeen dat door zijn kromming een duidelijke tussenruimte schept. De middenhandsbeenderen zijn aan de basis niet vergroeid, een basaal kenmerk. De formule van de vingerkootjes is 2-3-4-0-0. Het eerste kootje van de eerste vinger is met drieëndertig millimeter het langst van allemaal. Het is slank en iets naar beneden gebogen. De eerste handklauw is met zeventien millimeter iets langer en breder dan de tweede en even gekromd. Het eerste kootje van de tweede vinger is het meest robuuste en met achtentwintig millimeter iets langer dan het tweede kootje. Bij de derde vinger is het eerste kootje dertien millimeter lang, het tweede zeven millimeter, het derde, het slankste van de hand, veertien millimeter en het vierde negen millimeter. Deze klauw is even sterk gekromd als de andere. De primaire slagpennen zijn ongeveer driemaal langer dan de hand en lijken een smalle vleugelpunt te vormen.
In het bekken zijn darmbeen, zitbeen en schaambeen versmolten, een afgeleid kenmerk dat uniek is binnen de Jeholornithiformes. Het darmbeen is lang met 73 procent van de lengte van het dijbeen, en heeft een licht bol bovenprofiel. Het voorblad is veel langer dan het achterblad. De binnenrand van het darmbeen is recht. Bij het schaambeen is de bovenkant van de schacht bijna recht. Naar beneden toe buigt de schacht naar achteren, eindigend in een lepelvormige 'voet'. Opmerkelijk, gezien de mate van versmelting, is dat de gepaarde schaambeenderen onderaan niet met elkaar vergroeid zijn. Het hoofdlichaam van het zitbeen toont een aanzienlijke horizontale breedte, bijdragend aan en diep en rond heupgewricht. De achterrand van het zitbeen is recht, eindigend in een lichte buiging naar achteren.
Het dijbeen is recht en met negenenzeventig millimeter maar 3 procent korter dan het scheenbeen. De onderste gewrichtsknobbels zijn goed ontwikkeld, gescheiden door een diepe groeve. Het rechte scheenbeen is iets smaller dan het dijbeen, terwijl bij verwanten beide elementen typisch even dik zijn. Het kuitbeen loopt langs het bovenste twee derden deel van het scheenbeen, eindigend in een zeer dunne punt die dus de enkel niet bereikt. Het is niet vast te stellen of de middenvoet met de onderste tarsalia vergroeid is tot een tarsometatarsus. Het vijfde middenvoetsbeen lijkt te ontbreken, net als bij Jeholornis orientalis. Het eerste middenvoetsbeen is kort en recht, zonder de J-vorm die nodig zou zijn de eerste teen in oppositie naar achteren te richten. Dit wordt bevestigd door de positie op de zijkant, in plaats van achterkant, van het tweede middenvoetsbeen en het feit dat het onderste gewricht hoog staat en naar voren gericht is. Het tweede middenvoetsbeen is korter dan het derde en vierde. Het is onderaan iets naar buten gebogen. Het rechte derde middenvoetsbeen is langer dan het vierde. De drie dragende middenvoetsbeenderen zijn ongeveer even breed en bovenaan niet vergroeid.
De formule van de teenkootjes is 2-3-4-5-0. De eerste teen is kort en draagt een kleine klauw. De tweede voetklauw is met en lengte van vijftien millimeter groter dan de derde, een basaal kenmerk oorspronkelijk voor de Paraves waarvan de laatste gemeenschappelijke voorouder vermoedelijk en sikkelklauw bezat op deze positie. Alle voetklauwen zijn sterk gekromd met duidelijke 'bloedgroeven' op beide zijkanten. Ze zijn duidelijk groter dan de handklauwen.

## Fylogenie
Kompsornis is in 2020 in de Jeholornithiformes geplaatst, als zustersoort van een klade gevormd door Jeholornis curvipes en Jeholornis prima. Dit zou betekenen dat het geslacht Jeholornis zoals tot dusverre benoemd parafyletisch is, zoals getoond in dit kladogram:
|  | Kompsornis                                                               |
|  |                                                                          |
|  | \| \| Jeholornis prima \| \| \| \| \| \| Jeholornis curvipes \| \| \| \| |
|  |                                                                          |
|  | Jeholornis prima                                                         |
|  |                                                                          |
|  | Jeholornis curvipes                                                      |
|  |                                                                          |

|  | Jeholornis prima    |
|  |                     |
|  | Jeholornis curvipes |
|  |                     |

|  | Kompsornis                                                               |
|  |                                                                          |
|  | \| \| Jeholornis prima \| \| \| \| \| \| Jeholornis curvipes \| \| \| \| |
|  |                                                                          |
|  | Jeholornis prima                                                         |
|  |                                                                          |
|  | Jeholornis curvipes                                                      |
|  |                                                                          |

|  | Jeholornis prima    |
|  |                     |
|  | Jeholornis curvipes |
|  |                     |

|  | Kompsornis                                                               |
|  |                                                                          |
|  | \| \| Jeholornis prima \| \| \| \| \| \| Jeholornis curvipes \| \| \| \| |
|  |                                                                          |
|  | Jeholornis prima                                                         |
|  |                                                                          |
|  | Jeholornis curvipes                                                      |
|  |                                                                          |

|  | Jeholornis prima    |
|  |                     |
|  | Jeholornis curvipes |
|  |                     |

|  | Kompsornis                                                               |
|  |                                                                          |
|  | \| \| Jeholornis prima \| \| \| \| \| \| Jeholornis curvipes \| \| \| \| |
|  |                                                                          |
|  | Jeholornis prima                                                         |
|  |                                                                          |
|  | Jeholornis curvipes                                                      |
|  |                                                                          |

|  | Jeholornis prima    |
|  |                     |
|  | Jeholornis curvipes |
|  |                     |

Kompsornis zou dan de meest basale bekende vogel zijn met een vergroeid borstbeen en bekken; wat dat laatste betreft met de mogelijke uitzondering van Balaur, waarvan het onzeker is of het een vogel betreft. De vergroeiing werd gezien als een zelfstandige evolutionaire ontwikkeling, niet homoloog aan de fusie die veel vogelgroepen hoger in de stamboom tonen.

## Levenswijze
In 2020 werd nog geen biomechanische analyse uitgevoerd van de aerodynamische effecten van de smalle lange vleugels en de stabiliserende lange staart. Wel werd gesteld dat het vergroeide gekielde borstbeen erop wees dat Kompsornis een krachtige vlieger was. Een vergroeid bekken kan gediend hebben om de krachten bij de landing op te vangen.
De botstructuur zou erop wijzen dat het dier nog niet geheel volgroeid was. De fusie van borstbeen en bekken zou dus niet slechts een heel hoge ouderdom weerspiegelen. De groei zou snel geweest zijn, waarbij oude lagen vervangen werden door nieuw weefsel, maar wel duidelijk onderbroken door seizoensgebonden groeifasen.